# حمیدرضا عراقی
حمیدرضا عراقی (زاده ۲ آذر ۱۳۳۵ ملایر) مدیر اجرایی و نویسنده ایرانی است، که از سال ۱۳۹۲ تا ۱۳۹۷ بعنوان مدیر عامل شرکت ملی گاز ایران و معاون وزیر نفت (بیژن نامدار زنگنه) فعالیت می کرد.
وی دانش‌آموخته کارشناسی فیزیک و کارشناسی ارشد مدیریت اجرایی از سازمان مدیریت صنعتی می‌باشد و فعالیت در صنایع نفت و گاز را از سال ۱۳۶۵ در شرکت گاز استان خوزستان آغاز کرد. عراقی از سال ۱۳۷۰ تا ۱۳۸۰ مدیرعامل گاز استان اصفهان بود. او در سال ۱۳۸۰ به‌عنوان مدیر گازرسانی و عضو هیئت مدیره شرکت ملی گاز ایران منصوب شد و تا سال ۱۳۸۴ در این جایگاه فعالیت کرد. وی در فاصله سال‌های ۱۳۸۴ تا ۱۳۸۷ مدیر بازرگانی شرکت ملی گاز ایران بود، همچنین از ۱۳۸۴ تا ۱۳۹۱ ریاست هیئت مدیره شرکت گاز استان تهران را برعهده داشت. عراقی پیش از این به‌عنوان مشاور مدیرعامل شرکت ملی گاز ایران فعالیت می‌نمود.